# Hessische Rheinebene

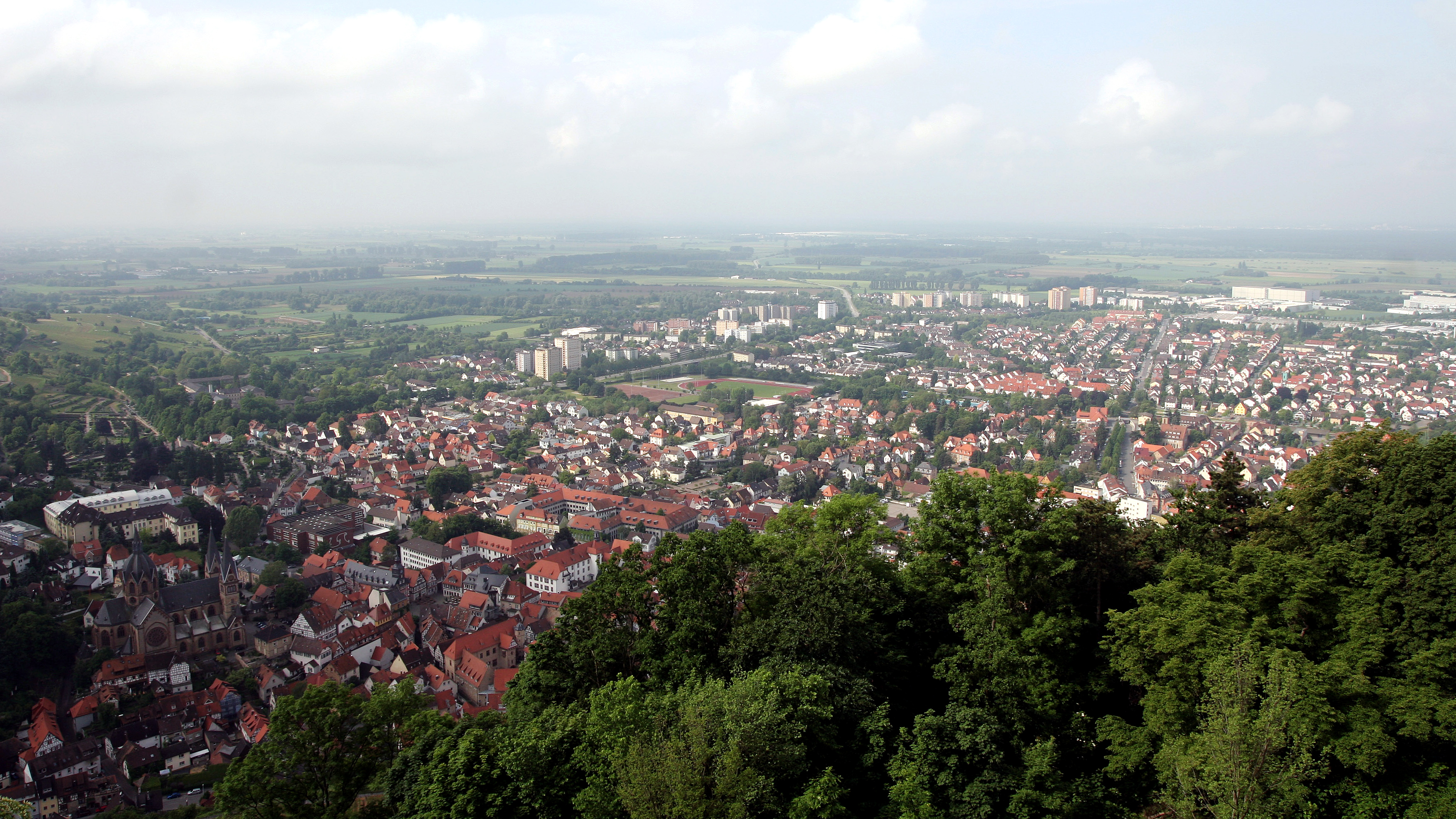
Blick von der Starkenburg auf Heppenheim und die Hessische Rheinebene

Die Hessische Rheinebene ist eine naturräumliche Einheit mit der Kennziffer 225 nach dem Handbuch der naturräumlichen Gliederung Deutschlands. Sie liegt im Norden der Oberrheinischen Tiefebene und bildet zusammen mit dem hessischen Teil der Nördlichen Oberrheinniederung (222) das sogenannte „Hessische Ried“.
Der Naturraum wird begrenzt vom Rhein-Main-Tiefland im Norden und dem Neckarschwemmkegel im Süden. Im Osten der Hessischen Rheinebene erhebt sich die Bergstraße und im Westen schließt sich die Nördliche Oberrheinniederung an. Die Städte Groß-Gerau und Darmstadt bilden die nördlichen Eckpunkte der Hessischen Rheinebene. Im Süden schließt der Naturraum einige Stadtteile Mannheims und einen Teil von Heddesheim und Weinheim mit ein.
Die Hessische Rheinebene ist charakterisiert von großen sandreichen Hochflutsedimenten und mit Flugsand bedeckten Schotterflächen der rechtsrheinischen Niederterrasse. Auf diesen gibt es Sandschichten unterschiedlichster Dicke und podsolige Bänderparabraunerden, welche in der Region unter anderem für Tabak- und Spargelanbau genutzt werden. 
In den Ebenen wachsen großflächige Wälder mit Kiefern, Hainbuchen und Stieleichen.

## Naturräumliche Gliederung
Die Hessische Rheineben als naturräumliche Einheit wird wie folgt gegliedert. Alle Flächenangaben beziehen sich dabei auf Hessen, wobei es im Süden auch einige baden-württembergische Anteile gibt.
- 22 Nördliches Oberrheintiefland
  - 225 Hessische Rheinebene
    - 225.0 Weinheim-Großsachsener Schuttkegel
    - 225.1 Käfertal-Viernheimer Sand (52,57 km²)
    - 225.2 Lampertheimer Sand (50,64 km²)
    - 225.3 Einhäuser Rinne (7,13 km²)
    - 225.4 Jägersburg-Gernsheimer Wald (59,47 km²)
    - 225.5 Riedhäuser Feld (69,91 km²)
    - 225.6 Neckarried
      - 225.61 Südliches Neckarried (10,74 km²)
      - 225.62 Mittleres Neckarried (40,44 km²)
      - 225.63 Nördliches Neckarried (32,59 km²)
      - 225.64 Groß-Gerauer Sand (13,58 km²)

    - 225.7 Pfungstadt-Griesheimer Sand (67,71 km²)
    - 225.8 Seeheimer Rinne (4,51 km²)
    - 225.9 Griesheim-Weiterstädter Sand (50,04 km²)